# Gerhard Ernst (Schauspieler)
Gerhard Ernst (* 1946 in Wien) ist ein österreichischer Schauspieler und Sänger. Er war von 1990 bis 1995 Ensemblemitglied am Wiener Burgtheater und von 2001 bis zur Saison 2021/22 Ensemblemitglied an der Volksoper Wien.

## Leben
Gerhard Ernst war ab 1956 Mitglied der neu gegründeten Mozartsängerknaben. Seine Schauspielausbildung erhielt er an der Schauspielschule Krauss, Gesangsunterricht bei Erich Schwarzbauer. Von 1968 bis 1970 war er in Garmisch-Partenkirchen engagiert, von 1970 bis 1977 in Mainz und von 1977 bis 1985 in Krefeld-Mönchengladbach. Von 1985 bis 1990 wirkte er als Ensemblemitglied der Vereinigten Bühnen Graz am Opernhaus Graz und am Schauspielhaus Graz, von 1990 bis 1995 war er Ensemblemitglied am Wiener Burgtheater und von 1995 bis 1998 am Theater in der Josefstadt. Ab 2001 bis zum Ende der Direktion Robert Meyer (Saison 2021/22) war er Ensemblemitglied der Volksoper Wien, wo er unter anderem als Alfred P. Doolittle in My Fair Lady und als Gefängnisdirektor Frank sowie Gerichtsdiener Frosch in der Fledermaus auf der Bühne stand.
Bei den Seefestspielen Mörbisch war er 2014 als Milchmann Tevje in Anatevka und 2017 als Würmchen im Vogelhändler zu sehen. Ernst steht auch mit Soloprogrammen wie Der Herr Karl, Heute ziagt der g’schupfte Ferdl frische Socken an und Der Papa wird’s schon richten auf der Bühne und ist seit 2007 künstlerischer Leiter und Regisseur des Sommerfestivals Kittsee. In Werbespots verkörpert Ernst die Rolle des Fleischhauers Hofstädter. In den Fernsehfilmen der Reihe Der Altaussee-Krimi von ServusTV basierend auf den Altaussee-Krimis von Herbert Dutzler spielte er erst an der Seite von Cornelius Obonya, ab der dritten Folge von Johannes Silberscheider den Polizisten Friedrich Kahlß.

## Filmografie (Auswahl)
- 1972: Salvermosers seltsame Seelenwanderung
- 1984: Der jüngste Tag
- 1987: Tatort: Wunschlos tot
- 1987: Tatort: Superzwölfer
- 1988: Der Leihopa (Fernsehserie, zwei Episoden)
- 1990: Ein Schloß am Wörthersee – Mister Charlie aus L.A.
- 1991–1993 Die liebe Familie
- 1993: Donauprinzessin – Das Ultimatum
- 1994: Drei zum Verlieben
- 1995: Geschäfte
- 1995–2004: Kommissar Rex (Fernsehserie, vier Episoden, verschiedene Rollen)
- 1996: Stockinger – Die Macht der Toten
- 1997: Schloßhotel Orth – Eine schöne Bescherung
- 2000: Komm, süßer Tod
- 2001: Die Gottesanbeterin
- 2002–2003: Julia – Eine ungewöhnliche Frau (Fernsehserie, zwei Episoden)
- 2003: Alles Glück dieser Erde
- 2004: Zuckeroma
- 2005: Margarete Steiff
- 2006: Der Winzerkönig – Ausflug mit Folgen
- 2006: Karo und der Liebe Gott
- 2006: Die Ohrfeige
- 2008: Und ewig schweigen die Männer
- 2008: Polly Adler – Die Asche ihrer Mutter
- 2010: Tante Herthas Rindsrouladen
- 2012: Schnell ermittelt – Ivonne Werner
- seit 2020: Der Altaussee-Krimi (Fernsehreihe)
  - 2020: Letzter Kirtag
  - 2021: Letzter Gipfel
  - 2022: Letzte Bootsfahrt
  - 2023: Letzter Saibling
  - 2024: Letzter Jodler

## Diskografie (Auswahl)
- 2004: Gräfin Mariza, Seefestspiele Mörbisch, Dirigent Rudolf Bibl, Musikproduktion Dieter Oehms München
- 2014: Anatevka, Seefestspiele Mörbisch, Dirigent David Levi, OehmsClassics-Musikproduktion
- 2014: Wo die Lerche singt, Franz Lehár-Orchester, Dirigent Marius Burkert, classic production osnabrück (cpo)
- 2014: Gasparone, Franz Lehár-Orchester, Dirigent Marius Burkert, classic production osnabrück (cpo)